# Venturi Racing
La Venturi Racing, nota per motivi di sponsorizzazione ROKiT Venturi Racing, è stata il reparto corse della casa automobilistica monegasca Venturi. Fondata nel 2014, ha corso fin dalla sua nascita in Formula E; inizialmente ha partecipato al campionato producendo i suoi stessi motori, ma a partire dalla stagione 2019-2020 è diventata una scuderia cliente Mercedes-Benz.

## Storia
Il team Venturi è stato fondato dalla casa automobilistica monegasca Venturi Automobiles assieme al famoso attore Leonardo DiCaprio nel 2014. A fine 2021 avviene un cambio all’interno del team, Susie Wolff diventa CEO del team e al suo posto come Team Principal viene scelto Jérôme d'Ambrosio.
Il 7 aprile del 2022 il team Venturi annuncia l'accordo con la Maserati, i due marchi stringono una partnership pluriennale a partire dalla stagione nove della Formula E (2022-2023).

## Stagioni

### 2014-15
Per il primo anno i piloti sono il tedesco Nick Heidfeld e il francese Stéphane Sarrazin. Le vetture si dimostrano molto veloci, ma per errori o sfortuna (come a Pechino, dove Nick Heidfeld era in lotta per la vittoria, quando è stato speronato da Nico Prost) la velocità raramente si converte in risultati, (anche se si nota un miglioramento verso la parte finale di stagione che termina con il podio di Heidfeld a Mosca e la Pole-Position di Sarrazin nella seconda gara dell'E-Prix di Londra ma anche lì il francese, primo al traguardo subirà una penalità), al punto che al termine della stagione la scuderia si classifica al 9º posto nel mondiale.

### 2015-2016

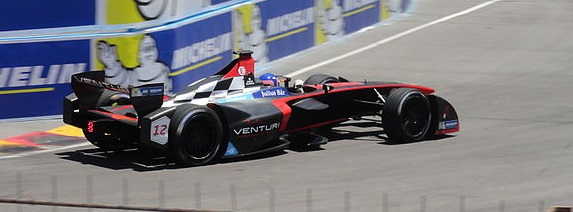
Villeneuve a Punta del Este.

Per il secondo anno, al posto di Heidfeld, migrato alla Mahindra viene chiamato il canadese Jacques Villeneuve. La seconda Stagione in Formula E è quella in cui i Team possono costruire in proprio il propulsore. Quello di Venturi si dimostra affidabile nei test prestagionali e viene fornito anche alla Dragon Racing. Nella prima gara della stagione entrambi i piloti finiscono fuori dalla zona punti con Villeneuve protagonista di un contatto con Da Costa, ma poi a seguito della penalizzazione di alcuni piloti Sarrazin risulta 9º al traguardo. Nelle due successive gare Sarrazin riesce a giungere a punti (4° a Putrajaya e 9° a Punta del Este). Dopo L'E-Prix di Punta del Este Jacques Villeneuve viene sostituito da Mike Conway. Sarrazin, rimane comunque l'unico pilota a portare punti nelle due gare successive con un quarto e un nono posto. A Long Beach il francese ottiene il primo podio stagionale e secondo nella storia del Team, mentre Conway ottiene 1 punto giungendo decimo. Il Team concluderà la stagione al 6º posto.

### 2016-2017
Per il terzo anno viene nuovamente confermato Sarrazin, affiancato dal tedesco Maro Engel. Nei Test la vettura che ora ha un cambio a 2 marce invece che 4, si dimostra meno competitiva rispetto a quella della stagione precedente. Infatti la stagione fu la peggiore per il team che come miglior risultato ottenne un 5º posto di Engel a Monte Carlo. Per il resto della stagione la vettura si trovava spesso costretta nelle ultime file dello schieramento, con Dillmann che riuscì ad ottenere altri 3 piazzamenti nei doppi E-Prix di New York e Montréal.

### 2017-2018

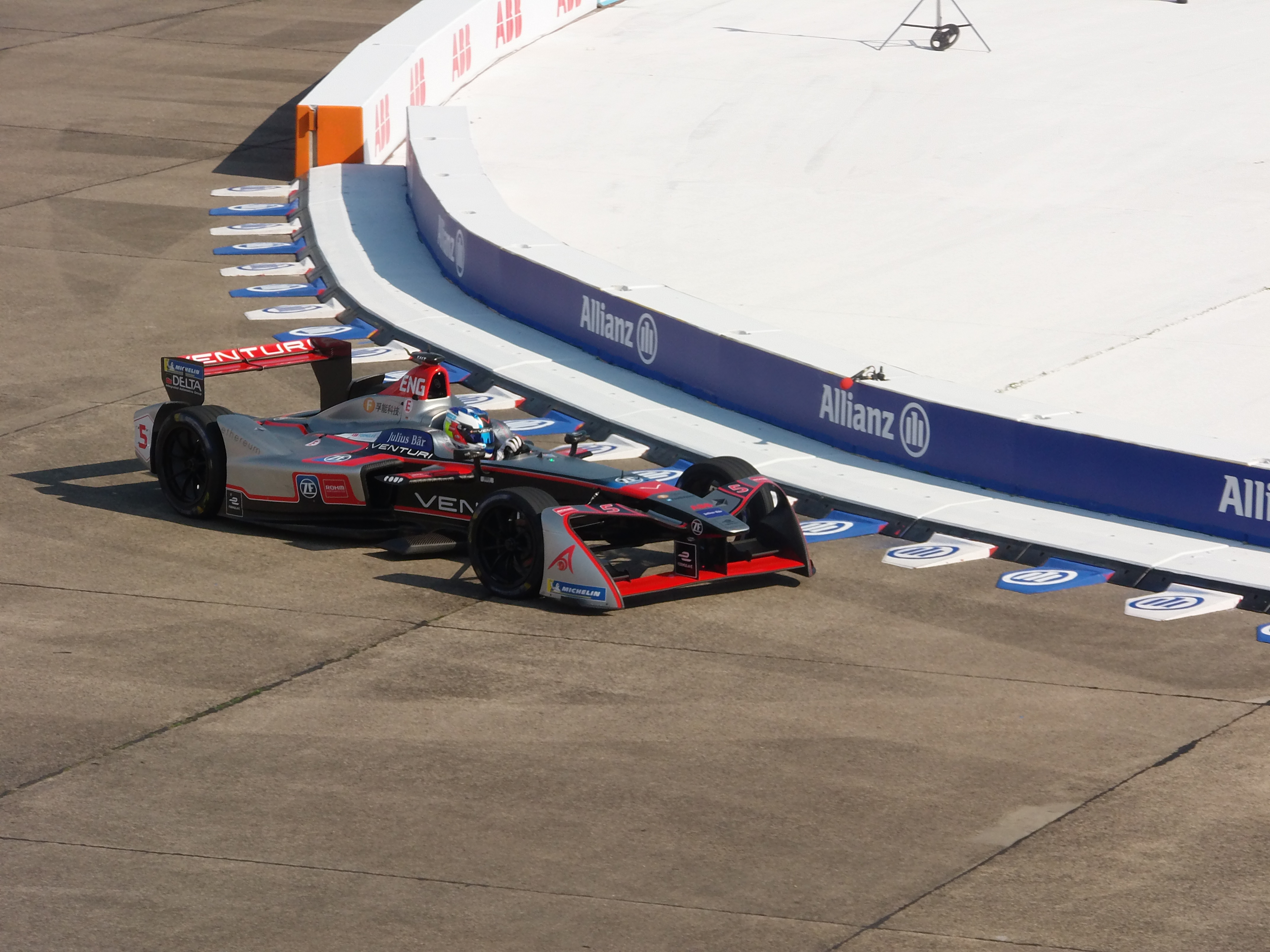
Maro Engel a Berlino nel 2018.

Al via della stagione 2017-2018 la squadra monegasca conferma Maro Engel, e gli affianca Edoardo Mortara. Dal questa stagione il team avvia una collaborazione con HWA, ma i test sono costellati di problemi per entrambi i piloti. La stagione comincia bene, con Mortara che sfiora la vittoria nell'E-Prix di Hong Kong e conclude secondo. Ma questo resterà l'unico podio della stagione. Altri risultati di rilievo sono 2 quarti posti di cui uno di Engel a Parigi e l'altro di Tom Dillmann, che ha sostituito Mortara per concomitanze con le gare del DTM, a New York. La squadra termina la stagione al settimo posto, con 72 punti.

### 2018-2019
Per la stagione 2018-2019 il team conferma Edoardo Mortara e ingaggia l'ex pilota di Formula 1 Felipe Massa. A fine stagione, la squadra si è classificata 8ª con 88 punti, ottenendo una vittoria, con la vettura guidata da Mortara nell'E-Prix di Hong Kong, e tre podi totali.

### 2019-2020
Per la stagione 2019-2020 la squadra annuncia la scelta di utilizzare componenti Mercedes per le proprie vetture e conferma come piloti Edoardo Mortara e Felipe Massa.

## Programma giovani piloti
Nel marzo 2018 Venturi diventa il primo team di Formula E ad aprire un programma junior. Vengono scelti otto piloti:
| Driver              | Anni | Serie                      | Titoli                     |
| ------------------- | ---- | -------------------------- | -------------------------- |
| Dorian Boccolacci   | 2018 | Formula2                   | F4 Francese (2014)         |
| Pierre-Louis Chovet | 2018 | F4 Francese                | n/a                        |
| Arthur Leclerc      | 2018 | F4 Francese                | n/a                        |
| Benjamin Cartery    | 2018 | Karting                    | n/a                        |
| Louis Iglesias      | 2018 | Karting                    | n/a                        |
| Gaetan Gorant       | 2018 | E-Sport World Championship | E-Sport World Championship |
| Kevin Leaune        | 2018 | E-Sport World Championship | E-Sport World Championship |
| Maxime Paine        | 2018 | E-Sport World Championship | E-Sport World Championship |

## Risultati
| Stagione | Vettura                                | Gomme | No. | Piloti             | 1   | 2   | 3   | 4   | 5    | 6   | 7   | 8   | 9   | 10  | 11  | 12  | 13  | 14  | 15   | 16  | Punti | Pos |
| -------- | -------------------------------------- | ----- | --- | ------------------ | --- | --- | --- | --- | ---- | --- | --- | --- | --- | --- | --- | --- | --- | --- | ---- | --- | ----- | --- |
| 2014–15  | Spark-Renault SRT 01E                  | M     |     |                    | PEC | PUT | PDE | BNA | MIA  | LBH | MON | BER | MOS | LON | LON |     |     |     |      |     | 53    | 9°  |
| 2014–15  | Spark-Renault SRT 01E                  | M     | 23  | Nick Heidfeld      | 13† | SQ* | 10* | 8*  | 12   | 11  | 10  | 5   | 3   | 13  | Rit |     |     |     |      |     | 53    | 9°  |
| 2014–15  | Spark-Renault SRT 01E                  | M     | 30  | Stéphane Sarrazin  | 9   | 12  | Rit | 10  | Rit  | 10  | 7   | 6   | 14  | 10  | 15  |     |     |     |      |     | 53    | 9°  |
| 2015-16  | Spark-Venturi VM200-FE-01              | M     |     |                    | PEC | PUT | PDE | BNA | MEX  | LHB | PAR | BER | LON | LON |     |     |     |     |      |     | 77    | 6°  |
| 2015-16  | Spark-Venturi VM200-FE-01              | M     | 4   | Stéphane Sarrazin  | 9   | 4   | 9*  | 4   | 9    | 2   | 5   | 10* | 10  | 5   |     |     |     |     |      |     | 77    | 6°  |
| 2015-16  | Spark-Venturi VM200-FE-01              | M     | 12  | Jacques Villeneuve | 14  | 11  | NQ  |     |      |     |     |     |     |     |     |     |     |     |      |     | 77    | 6°  |
| 2015-16  | Spark-Venturi VM200-FE-01              | M     | 12  | Mike Conway        |     |     |     | 15  | 12   | 10  | 14  | 8   | 9   | 13  |     |     |     |     |      |     | 77    | 6°  |
| 2016-17  | Spark-Venturi VM200-FE-02              | M     |     |                    | HKG | MAR | BNA | MEX | MON  | PAR | BER | BER | NYC | NYC | MTR | MTR |     |     |      |     | 30    | 9°  |
| 2016-17  | Spark-Venturi VM200-FE-02              | M     | 5   | Maro Engel         | 9   | NC  | NC  | Rit | 5    |     | 9   | NC  | NC  | Rit | 12  | 18  |     |     |      |     | 30    | 9°  |
| 2016-17  | Spark-Venturi VM200-FE-02              | M     | 5   | Tom Dillmann       |     |     |     |     |      | 8   |     |     |     |     |     |     |     |     |      |     | 30    | 9°  |
| 2016-17  | Spark-Venturi VM200-FE-02              | M     | 4   | Stéphane Sarrazin  | 10  | 12  | 12  | 15  | 15†* | 10  |     |     |     |     |     |     |     |     |      |     | 30    | 9°  |
| 2016-17  | Spark-Venturi VM200-FE-02              | M     | 4   | Tom Dillmann       |     |     |     |     |      |     | 18  | 15  | 13  | 7   | 10  | 10  |     |     |      |     | 30    | 9°  |
| 2017-18  | Spark-Venturi VM200-FE-03              | M     |     |                    | HKG | HKG | MAR | SAN | MEX  | PDE | ROM | PAR | BER | ZUR | NYC | NYC |     |     |      |     | 72    | 7º  |
| 2017-18  | Spark-Venturi VM200-FE-03              | M     | 5   | Maro Engel         | 13  | 7   | 12  | Rit | 16   | 10  | 8   | 4   | 8   | 11  | 8   | Rit |     |     |      |     | 72    | 7º  |
| 2017-18  | Spark-Venturi VM200-FE-03              | M     | 4   | Edoardo Mortara    | 7   | 2   | 17  | 13  | 8    | 17  | 10  | 13  |     | Rit |     |     |     |     |      |     | 72    | 7º  |
| 2017-18  | Spark-Venturi VM200-FE-03              | M     | 4   | Tom Dillmann       |     |     |     |     |      |     |     |     | 13  |     | 4   | Rit |     |     |      |     | 72    | 7º  |
| 2018-19  | Spark-Venturi VFE-05                   | M     |     |                    | DIR | MAR | SAN | MEX | HKG  | SAY | ROM | PAR | MON | BER | BRN | NYC | NYC |     |      |     | 88    | 8º  |
| 2018-19  | Spark-Venturi VFE-05                   | M     | 19  | Felipe Massa       | 17* | 18* | Rit | 8   | 5    | 10  | Rit | 9*  | 3   | 15* | 8   | 16† | 15  |     |      |     | 88    | 8º  |
| 2018-19  | Spark-Venturi VFE-05                   | M     | 48  | Edoardo Mortara    | 19  | 13  | 4   | 3   | 1    | 13  | Rit | Rit | Rit | 11  | Rit | Rit | Rit |     |      |     | 88    | 8º  |
| 2019-20  | Spark-Mercedes-Benz EQ Silver Arrow 01 | M     |     |                    | DIR | DIR | SAN | MEX | MAR  | BER | BER | BER | BER | BER | BER |     |     |     |      |     | 44    | 10° |
| 2019-20  | Spark-Mercedes-Benz EQ Silver Arrow 01 | M     | 19  | Felipe Massa       | 12  | 17  | 9   | Rit | 17   | Rit | NC  | 19  | 10  | 13  | 16  |     |     |     |      |     | 44    | 10° |
| 2019-20  | Spark-Mercedes-Benz EQ Silver Arrow 01 | M     | 48  | Edoardo Mortara    | 7   | 4   | Rit | 8   | 5    | 17  | 8   | 14  | 14  | 8   | 10  |     |     |     |      |     | 44    | 10° |
| 2020-21  | Spark-Mercedes-Benz EQ Silver Arrow    | M     |     |                    | DIR | DIR | ROM | ROM | VAL  | VAL | MON | PUE | PUE | NYC | NYC | LON | LON | BER | BER  |     | 146   | 7°  |
| 2020-21  | Spark-Mercedes-Benz EQ Silver Arrow    | M     | 71  | Norman Nato        | 14  | 16  | 11  | SQG | Rit  | 5   | 13  | 14  | Rit | 15  | 7   | NC  | Rit | 4   | 1    |     | 146   | 7°  |
| 2020-21  | Spark-Mercedes-Benz EQ Silver Arrow    | M     | 48  | Edoardo Mortara    | 2   | INF | Rit | 4   | Rit  | 9   | 12  | 3   | 1   | 14  | 17  | 9   | 11  | 2   | Rit  |     | 146   | 7°  |
| 2021-22  | Spark-Mercedes EQ Silver Arrow 02      | M     |     |                    | DIR | DIR | MEX | ROM | ROM  | MON | BER | BER | GIA | MAR | NYC | NYC | LON | LON | SEO  | SEO | 296   | 2°  |
| 2021-22  | Spark-Mercedes EQ Silver Arrow 02      | M     | 11  | Lucas Di Grassi    | 5   | 3   | 12* | 11  | 8    | 6   | Rit | 4   | 7   | 5*  | 2*  | Rit | 9*  | 1*  | 3*   | 10* | 296   | 2°  |
| 2021-22  | Spark-Mercedes EQ Silver Arrow 02      | M     | 48  | Edoardo Mortara    | 6   | 1   | 5   | 7   | Rit  | Rit | 1   | 2   | 3   | 1*  | 9*  | 10* | 18* | 13* | Rit* | 1*  | 296   | 2°  |

| Legenda | 1º posto                | 2º posto        | 3º posto            | A punti      | Senza punti | Grassetto=Pole position Corsivo=Giro più veloce |
| Legenda | Solo prove/Terzo pilota | Non qualificato | Ritirato/Non class. | Squalificato | Non partito | Grassetto=Pole position Corsivo=Giro più veloce |

- G: Pilota col giro più veloce nel gruppo di qualifica.
- *: Fanboost
- †: Pilota che non ha concluso la gara ma che è stato classificato per aver completato più del 90% della distanza della gara.

* Stagione in corso.